# Dmitri Strakhov
Dmitri Strakhov (en russe : Дмитрий Владимирович Страхов, Dmitri Vladimirovitch Strakhov), né le 17 mai 1995 à Vyborg, est un coureur cycliste russe.

## Carrière
Son nom est cité dans le rapport McLaren, où il est fait état de dopage systématique et de test positif couvert par les autorités russes. Quelques jours avant le début des Jeux olympiques de Rio de 2016, l'UCI annonce que Strakhov, ainsi que d'autres cyclistes russes, ne peuvent participer aux Jeux en raison de son historique avec le dopage. Strakhov devait participer avec trois autres coureurs à l'épreuve de poursuite par équipes et ils décident de porte l'affaire devant le TAS.[réf. nécessaire] L'appel est rejeté et l'Italie est désignée pour remplacer l'équipe russe dans l'épreuve. En septembre 2017, il porte l'affaire devant la Cour supérieure de Justice de l'Ontario et réclame des dommages et intérêts pour ne pas avoir pu participer aux Jeux. Il réclame une indemnisation de 7 millions de dollars, car il considère que son exclusion est due à une enquête précipitée et qu'elle a causé d'importants dommages à leur réputation.
En 2018, il termine dixième de l'Arctic Race of Norway.
En début d'année 2020, il est contaminé par le SARS-CoV-2 lors du Tour des Émirats arabes unis et est hospitalisé.
En 2022, après avoir participé au Tour d'Oman, il prend part au Tour des Émirats arabes unis. Sur le Tour des Émirats arabes unis, il se distingue en remportant le classement des sprints intermédiaire et en se classent second du classement par point à sept points de Jasper Philipsen grâces à ses quatre échappées sur les étapes une, deux, cinq et six. De plus, il termine troisième de la sixième étapes derrière son coéquipier Mathias Vacek qui s'impose et de Paul Lapeira coureur de l'équipe AG2R Citroën. 

## Palmarès sur route

### Par années
- 2012
  - 2e du championnat de Russie sur route juniors
  - 8e du championnat d'Europe sur route juniors
- 2013
  - Trophée Emilio Paganessi
  - 3e du Tour d'Istrie
- 2014
  - Trofeu Sant Bertomeu
  - Gran Premio Sant Bertomeu
- 2015
  - Classement général de la Vuelta Costa Cálida
  - Trofeo Ayuntamiento de Zamora
  - 2ea étape du Tour de Lleida
  - 2e étape du Tour de la Bidassoa
  - 2e du Tour de Lleida
- 2017
  - 5e du championnat d'Europe du contre-la-montre espoirs
- 2018
  - Classica da Arrábida
  - 2e et 3e étapes du Tour de l'Alentejo
  - Tour de Cova da Beira : 
    - Classement général
    - 1re étape

  - 1re étape du Tour des Asturies

### Résultats sur les grands tours

#### Tour d'Italie
1 participation
- 2019 : 121e

### Classements mondiaux
| Année                                 | 2015 | 2016  | 2017 | 2018 | 2019  | 2020  | 2021 | 2022  |
| ------------------------------------- | ---- | ----- | ---- | ---- | ----- | ----- | ---- | ----- |
| Classement mondial                    |      | 2603e | 322e | 183e | 2262e | 1586e | 985e | 1732e |
| UCI Europe Tour                       | 957e | 1753e | 148e | 62e  | 1454e | 1180e | 735e | 1133e |
|                                       |      |       |      |      |       |       |      |       |
| Légende : nc = non classéSource : UCI |      |       |      |      |       |       |      |       |

## Palmarès sur piste

### Championnats du monde
- Hong Kong 2017
  - 16e de la course aux points[7]

### Championnats du monde juniors
- Invercargill 2012
  -  Médaillé de bronze de la poursuite par équipes juniors
- Glasgow 2013
  -  Médaillé de bronze de la poursuite par équipes juniors

### Championnats d'Europe
- Anadia 2013
  -  Champion d'Europe de poursuite par équipes juniors (avec Andrey Prostokishin, Sergey Mosin et Timur Gizzatullin)